# Cyperus obbiadensis
Cyperus obbiadensis är en halvgräsart som beskrevs av Emilio Chiovenda. Cyperus obbiadensis ingår i släktet papyrusar, och familjen halvgräs. Inga underarter finns listade i Catalogue of Life.